# Tito Arecchi
Fortunato Tito Arecchi, genannt Tito Arecchi (* 11. Dezember 1933 in Reggio Calabria; † 15. Februar 2021 in Florenz), war ein italienischer Physiker, der sich mit Laserphysik und Quantenoptik befasste.

## Werdegang
Arecchi wurde 1957 in Elektrotechnik am Polytechnikum in Mailand promoviert. Danach forschte er an Elektronik für die Kerntechnik und Kernphysik bei der Firma C.I.S.E. in Mailand. 1960 bis 1962 forschte er gleich nach der Erfindung des Lasers über Laser an der Stanford University und war danach bis 1970 Forschungsgruppenleiter für Laser bei der C.I.S.E. Ab 1963 war er Assistenzprofessor an der Universität Mailand, ab 1970 Professor für Physik an der Universität Pavia und von 1975 bis zu seiner Emeritierung 2008 Professor für Physik an der Universität Florenz.
1969/70 war er Gastprofessor am Massachusetts Institute of Technology, 1968/69 Gastwissenschaftler am IBM Forschungslabor in Rüschlikon bei Zürich und 1978 und 1985 am IBM Forschungslabor in San José.
1975 bis 2000 war er Präsident des italienischen nationalen Optik-Instituts (Istituto Nazionale di Ottica, INO).
Er war bekannt for Forschung zu kooperativen Effekten in der Quantenoptik, Photonenstatistik, Laserfluktuationen und Laserinstabilitäten, deterministisches Chaos in der Optik, Musterbildung in ausgedehnten Medien, komplexen Phänomenen und kognitiven Pro zessen. Von ihm stammen über 450 wissenschaftliche Publikationen.
1995 erhielt er den Max Born Award. Er war Fellow der Optical Society of America und Mitglied der Academia Europaea (2002) und der Accademia Colombaria.
1976 bis 1998 war er Vize-Herausgeber von Nuovo Cimento und 1999 bis 2003 Herausgeber des European Physical Journal D. Er war Herausgeber der Zeitschrift Chaos und Mitherausgeber von Optics Communications.
Er starb Mitte Februar 2021 im Alter von 87 Jahren nach einem Sturz.

## Schriften
- Herausgeber mit E. O. Schulz-Du Bois Laser Handbook, 2 Bände, North Holland 1972;
- mit R. G. Harrison Instabilities and Chaos in Quantum Optics, Springer 1987
- mit I. Arecchi I simboli e la realtà, Jaca Book, Mailand 1990
- mit R. G. Harrison (Herausgeber) Optical chaos (selected papers on), SPIE Opt. Engineering Press 1994
- mit A. Farini Lexicon of Complexity, Florenz 1996
- Determinismo e Complessità, Armando, Rom 2000
- Herausgeber: The scientific and philosophical challenge of Complexity, RUI, Rom 2000
- Caos e Complessità nel Vivente, IUSS Press, Pavia, 2004
- Coerenza, Complessità, Creatività, S. Di Renzo, Rom, 2007
- mit Riccardo Meucci, Chaos in lasers, Scholarpedia 2008